# 布拉戈維申斯克區 (巴什科爾托斯坦共和國)

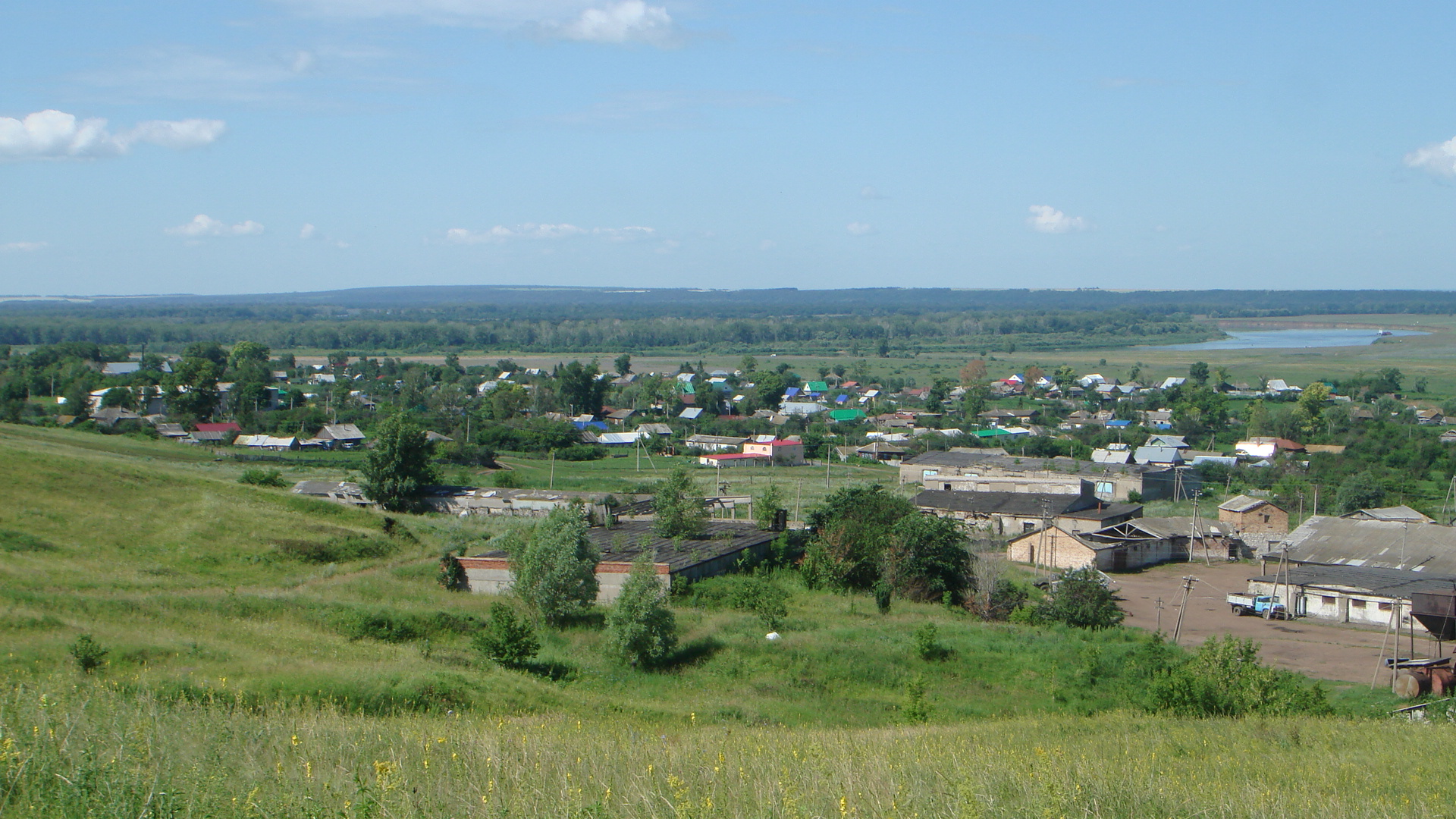

55°02′N 55°59′E / 55.033°N 55.983°E
布拉戈維申斯克區（俄语：Благовещенский район），是俄羅斯的一個區，位於該國西南部，由巴什科爾托斯坦共和國負責管轄，面積2,250平方公里，2010年人口15,497，人口密度每平方公里6.89人。